# ポップライン
ポップラインは、フリーの日本のお笑いコンビ。2012年6月結成。2016年9月までトリオで活動していた。

## メンバー
- 萩原 拓也（はぎわら たくや、1981年11月14日[1] - ）

ツッコミ担当、立ち位置は向かって左。
秋田県北秋田郡合川町（現：北秋田市）出身。家族は両親と弟2人。
秋田経済法科大学付属高等学校（現:ノースアジア大学明桜高等学校）、神奈川大学卒業。高校では陸上部、大学では駅伝部。
学生時代は1500m4分01秒、5000m14分38秒、ハーフマラソン1時間06分20秒。
神奈川大学在学中、「ぬけぬけ病」になるも、現在は回復。

役者志望を経て芸人に転向し、ワタナベコメディスクール5期生となる。2007年に高校陸上部の同級生とお笑いコンビ「comingすーん」を結成し、2010年5月に解散。
京都サンガF.C.に所属するプロサッカー選手の荻原拓也（おぎわら たくや）は別人である。
設楽悠太のモノマネ芸人「もしか設楽」としても活動中（本人公認）
また、三浦龍司のモノマネ「二浦龍司」、サッカー日本代表伊東純也のモノマネ「似東純也」としても活動中（いずれも非公認）
趣味は映像編集、特技は長距離走。
15年ぶりに競技復帰し、2020年2月16日、「浜松シティマラソン」ではハーフマラソンを1時間24分30秒で完走した。
2021年12月29日、「Beyond2021」ではフルマラソンを2時間52分04秒で完走した。
- 竹本 カズキ（たけもと かずき、1985年9月26日[1] - ）

ボケ担当、立ち位置は向かって右。
本名、竹本 和貴（読み同じ）。
熊本県熊本市出身。幼少期にイタリアやトルコに住んでいたことのある帰国子女。
熊本県立済々黌高等学校、早稲田大学スポーツ科学部卒業。

東京NSC15期生。かつては東京吉本で「みそしる」というコンビで活動していたが、2011年11月に解散。
趣味は映画鑑賞、フットサル、格闘技観戦。
特技はサッカー（高校総体熊本県大会ベスト4）
スキューバダイビングPADIの資格を持つ。
初フルマラソンはトラック105周と195mで3時間43分12秒。
2023年11月12日、「赤羽トライアル」ではハーフマラソンを1時間31分28秒で完走した。
2023年11月26日、「つくばマラソン」ではフルマラソンを3時間28分02秒で完走した。
合言葉は「ちからぁ～」

### 元メンバー
- ヤマサキ ヨシヤ（1983年6月27日[1] - ）

ボケ担当。
本名、山崎 英弥（読み同じ）。
長崎県長崎市出身。陸上自衛隊少年工科学校45期。長崎大学経済学部卒業。
地元長崎で「83幕府（はちさんばくふ）」というコンビを組みローカルタレントとして活動した後に、特待生としてワタナベコメディスクール5期に入学。2009年2月に放送された「新しい波16」の出演や、2010年のキングオブコントで当時フリーながら準決勝に進出し、会場審査員として関わった決勝ではMCの浜田雅功にいじられるという快挙を達成したが、2011年8月に解散。
2014年にテレビドラマ「獣医さん、事件ですよ」の第8話に出演した。
トリオ時代のポップラインではネタ作りを担当していた。脱退後は引退しサラリーマンとなった。2019年12月より長崎に帰郷し、保険業に就いている。

## 来歴
2012年6月に、同じバイト先で出会った萩原と竹本でコンビを結成。その後萩原と養成所の同期であるヤマサキが加わってトリオとなり、キングオブコント2012では準々決勝に進出した。
2013年よりオスカープロモーションに所属。
2016年9月にヤマサキが結婚を機に脱退し、再びコンビとなった。トリオ時代は構成力の高い練られたコントが持ち味だったが、ネタ作り担当者が抜けたことで芸風の大幅な変更を余儀なくされ、ともに「POP LINE」と書かれた水色のTシャツを着て、マラソンを題材とした漫才やショートコントを主軸とするようになった。
2018年3月から萩原が本格的に設楽悠太そっくり芸人「もしか設楽」としての活動がスタート。
2019年4月いっぱいでオスカープロモーションを退所しフリーに。

## 出演

### テレビ
- PON!（2015年11月30日、NTV）[19]
- 東京オーディション（仮）（2016年4月5日・6月20日、TOKYO MX）
- BÂY GIỜ LÀM SAO? Đi để khám phá （2017年3月18日 - 7月1日、MCVTV ※ベトナム）[20]
- 土曜スペシャル　道の駅駅伝8（2018年1月13日、テレビ東京）
- 福島テレビ開局55周年特別番組　生でGO!GO! おかげさまで55周年(2018年12月22日、FTV)
- コサキン・天海の超発掘!ものまねバラエティー　マネもの（2019年6月27日、CX）
- ザ・細かすぎて伝わらないモノマネ（2019年12月14日、CX）
- 炎の体育会TV（2020年1月30日、TBSテレビ）
- ザ!世界仰天ニュース(2020年12月8日、NTV)[21]
- 世界の何だコレ！？ミステリー（2023年8月9日、CX)[22]

### テレビドラマ
- NHK大河ドラマ・いだてん〜東京オリムピック噺〜（2019年1月6日 - 12月15日、NHK） -　寺内寿太郎 役（萩原）

### CM
- SHARP スマートフォン AQUOS　北島康介エモ動画 MOVIE STORY3（2015年1月）※竹本のみ

### ラジオ
- サンドウィッチマンの天使のつくり笑い（NHKラジオ第1放送、2015年10月20日）
- 猫ひろしの木場RUNラジオ（レインボータウンFM、2018年4月11日）※萩原のみ[23]
- 千葉真子BEST SMILE ランニングクラブ（文化放送、2018年4月21日、4月28日）※萩原のみ[24]
- 渋谷でRunTrip（渋谷のラジオ、2019年3月9日・7月5日）※萩原のみ[25]
- M高史のラジオ（stand.fm、2020年10月15日）※竹本のみ[26]
- JOGLIS RUNNER'S VOICE（TOKYO FM、2022年5月5日）※萩原のみ[27]
- JOGLIS RUNNER'S VOICE（TOKYO FM、2022年11月24日）※竹本のみ[28]

### 雑誌
- ランナーズ2019年5月号（アールビーズ）
- FLASH2019年12月号（光文社）

### イベント
- 鎌ヶ谷ランフェスタ 2015〜2017 ゲストランナー
- サンスポ千葉マリンマラソン 2016、2017 ゲストランナー
- 第7回調布テンケーマラソン　ゲストランナー（萩原）
- 第3回彩の国マラソン　ゲストランナー
- 有明・お台場リレーハーフマラソン　ゲストランナー（萩原）[29]
- 2018 クリスマスイベント in 駒沢・駒沢６時間耐久レース　ゲストランナー（萩原）
- ジャパン駅伝ツアー 2018-2019 東京大会　ゲストランナー（萩原）
- 平塚YEGベルマーレカップ2018 第29回小学生駅伝競争大会　ゲスト出演
- Tokyo girls marathon2019　ゲストランナー
- 第33回日本海メロンマラソン　ゲストランナー（萩原）
- いわて盛岡シティマラソン2019　ゲストランナー（萩原）
- 第44回国営武蔵丘陵森林公園完走マラソン　ゲストランナー（萩原）
- Beyond2020　ゲストランナー
- ロケットマラソン2021 東京大会　大会アンバサダー[30]
- Beyond2021　ゲストランナー
- 第50回合川まと火、第41回合川ふるさとまつり（萩原）
- 第6回わかやまリレーマラソンパンダRUN　ゲストランナー（荻原）
- 第2回福山ハロウィンマラソン　ゲストランナー（萩原）
- 第14回香取小江戸マラソン　ゲストランナー（萩原）[31]
- Beyoud2023　ゲスト応援ペーサー（竹本）[32]